# Бейнаре, Астрида
Астрида Бейнаре (латыш. Astrīda Beināre; 14 февраля 1937, Сигулда — 10 ноября 2016) — латышская писательница, советский и латвийский педагог, филолог. Награждена медалью Иоанна Павла II.

## Биография
В 1956 году окончила Сигулдскую среднюю школу. В 1958 году окончила Рижский техникум работников культуры и образования, а в 1963 — историко-филологический факультет Латвийского университета (отделение немецкого языка). С 1963 по 19991 год работала литературным консультантом в школьных журналах «Ugāle», «Paeglietis», «Liepa» и ряде других.
С 1990 года — стипендиат Латвийского культурного фонда Спидола (латыш. Spīdola).
В 1994 году стала лауреатом премии Лудиса Берзиньша.
С 1997 года — член Союза писателей Латвии.
Похоронена в Сигулде.

## Творчество
В 1984 году она дебютировала с рассказом «Laipa», который был опубликован в газете «Skolotāju Avīze». В 1992 году был опубликован ее роман «Rīgas Dievmātes klosteris», про красивую немецкую монахиню Анну Ноткену, жившую в Риге в 16 столетие. Роман был переведен на несколько языков. По мотивам романа «Rīgas Dievmātes klosteris» в 1996 году был снят фильм «Анна». В 1989 году появилась ее беседа с педагогом И. Битлере «Без утайки от себя» (латыш. Es esmu es pati). В 1993 году вышел сборник рассказов «Mēness ezerā».
Другие публикации:
- 1998 — Роман «Rīgas Dievmātes klosteris» ISBN 9984719200, изд. «ANTERA».
- 2002 — Роман «Botičelli sargeņģelis», 325 lpp., изд. «ANTERA».
- 2003 — Сборник новелл и рассказов «Kaķenīte», изд. «ANTERA».
- 2006 — Роман «Kaupo un Svētais Grāls», изд. «Jaunā Daugava».
- 2007 — Новелла «Kaildejotāja» в журнале «Patiesā dzīve».